# تيم جنكينز
تيم جنكينز (بالإنجليزية: Tim )‏ (و. – م) هو رجل أعمال، ومخترع، من الولايات المتحدة الأمريكية.

## مناصب
تولى منصب كبير الإداريين التنفيذيين.

## التعليم
تعلم في جامعة سينسيناتي، في تخصص تمويل (1977–1982).

## مناصب وهيئات
أدار أبل (1989–1995)، وكيه بي إم جي (1982–1989).